# Kari Lehtonen
Kari Lehtonen (Helsinki, 16 novembre 1983) è un hockeista su ghiaccio finlandese professionista che gioca nel ruolo di portiere. Dalla stagione 2009-2010 gioca nella National Hockey League con la squadra dei Dallas Stars. Nel 2002 e nel 2003 ha vinto il trofeo Urpo Ylönen come miglior portiere del campionato finlandese; nel 2002, inoltre, da campione nazionale, ha anche vinto il trofeo dedicato a Jari Kurri come miglior giocatore dei playoff.